# یورودوپلکس
یورودوپلکس یک قطار دو طبقه پرسرعت است که توسط آلستوم ساخته شده‌است. این قطار در درجه اول توسط شرکت ملی راه‌آهن فرانسه و همچنین با شرکت راه‌آهن ملی مراکش ONCF اداره می‌شود. این نسل سوم TGV Duplex است.
قطارهای یورودوپلکس قابلیت هم‌کنش‌پذیری دارند و دارای تجهیزاتی هستند که به آنها امکان می‌دهد با انواع مختلف سیستم‌های برق رسانی و سیگنال دهی بین چندین کشور قاره اروپا سفر کنند. واریسیون مراکشی اولین قطار پرسرعتی است که در آفریقا فعالیت می‌کند.